# Zolpidem
Zolpidem (poznatiji pod trgovačkim imenom Sanval) je relativno nov hipnotik iz skupine tzv. "Z-lijekova".
Po svojoj kemijskoj strukturi je derivat imidazopiridina.

## Djelovanje
Kao i benzodiazepini,  djeluje tako da pojačava djelovanje gama-aminomaslačne kiseline (GABA), što izaziva pospanost.
Za razliku od benzodiazepina koji se neselektivno vežu i na omega-1 i na omega-2 receptore, zolpidem djeluje selektivno samo na omega-1 receptore (podvrsta GABAA receptora koji sadrže alfa-1 podtip), zbog čega nema miorelaksirajuće ni antikonvulzivno djelovanje.
Zolpidem djeluje brzo i kratko (do 6 sati) te manje mijenja arhitekturu sna u odnosu na benzodiazepine.
Zbog svog kratkog vremena polueliminacije (2,4 (± 0,2) sati) ne uzrokuje dnevnu sedaciju.
Hrana usporava njegovu apsorpciju.

## Nuspojave
Veće doze ovog lijeka mogu rezultirati raznim neželjenim posljedicama: halucinacijama, sumanutošću, slabom motoričkom koordinacijom, pojačanim tekom, pojačanim libidom i nemogućnošću sjećanja na događaje za vrijeme djelovanja lijeka.

## Ovisnost
Kao i benzodiazepini, zolpidem izaziva naviku te, ako se uzima duže vrijeme, može doći do razvoja psihičke i fizičke ovisnosti. 
Lijek se stoga smije koristiti samo za privremeno liječenje nesanice.

## Zakonska regulativa
Zolpidem je vrsta psihotropne tvari. Uvršten je u Hrvatskoj na temelju Zakona o suzbijanju zlouporabe droga na Popis droga, psihotropnih tvari i biljaka iz kojih se može dobiti droga te tvari koje se mogu uporabiti za izradu droga, pod Popis droga i biljaka iz kojih se može dobiti droga, pod 2. Popis psihotropnih tvari i biljaka, Odjeljak 4 - Psihotropne tvari sukladno Popisu 4. Konvencije UN-a o psihotropnim tvarima iz 1971. godine. Kemijsko ime je N,N,6-trimetil-2-p-tolilimidazo[1,2-a]piridin-3-acetamid.